# بدر الشهراني
بدر الشهراني ، لاعب كرة قدم سعودي.
كانت بداياته مع نادي النصر في المراحل السنية و وقع بعدها مع نادي الرياض و انتقل إلى نادي الوحدة في عام 2016 و لعب معهم موسمين و أعير بعدها إلى نادي نجران .

## روابط خارجية
- بدر الشهراني على موقع قاعدة بيانات كرة القدم.إي يو (الإنجليزية)
- بدر الشهراني على موقع Soccerway.com (الإنجليزية)